# عبدالکریم
عبدالکریم شاید به یکی از این افراد اشاره کند:
- عبدالکریم حائری یزدی
- سید عبدالکریم هاشمی‌نژاد
- سید عبدالکریم موسوی اردبیلی
- عبدالکریم عابدینی
- عبدالکریم لاهیجی
- عبدالکریم اربابی
- عبدالکریم رشیدیان
- عبدالکریم سروش
- عبدالکریم قشیری
- عبدالکریم پادشاه خوارزمی
- عبدالکریم ایادی
- عبدالکریم حسن
- عبدالکریم پوپل
- عبدالکریم جربزه‌دار
- عبدالکریم الخطابی
- عبدالکریم الحضریوی
- عبدالکریم میری
- ملا عبدالکریم جناب قزوینی
- عبدالکریم حکمت یغمایی